# Городское поселение рабочий посёлок Чаны
Городско́е поселе́ние рабочий посёлок Чаны — муниципальное образование в Чановском районе Новосибирской области Российской Федерации.
Административный центр — рабочий посёлок Чаны.

## История
Статус и границы городского поселения установлены Законом Новосибирской области от 2 июня 2004 года № 200-ОЗ «О статусе и границах муниципальных образований Новосибирской области»

## Население
| 2002  | 2010  | 2012  | 2013  | 2014  | 2015  | 2016  |
| ----- | ----- | ----- | ----- | ----- | ----- | ----- |
| 9531  | ↘8956 | ↘8912 | ↘8904 | ↘8768 | ↘8716 | ↘8693 |
| 2017  | 2018  | 2019  | 2020  | 2021  |       |       |
| ↗8695 | ↘8691 | ↗8705 | ↘8642 | ↘8529 |       |       |

## Состав городского поселения
| № | Населённый пункт | Тип населённого пункта                  | Население |
| - | ---------------- | --------------------------------------- | --------- |
| 1 | 2926 км          | населённый пункт                        | ↗8        |
| 2 | Моховое          | посёлок                                 | ↘337      |
| 3 | Песцы            | посёлок                                 | ↗138      |
| 4 | Чаны             | рабочий посёлок, административный центр | ↘8000     |